# Zeppelinspende des deutschen Volkes

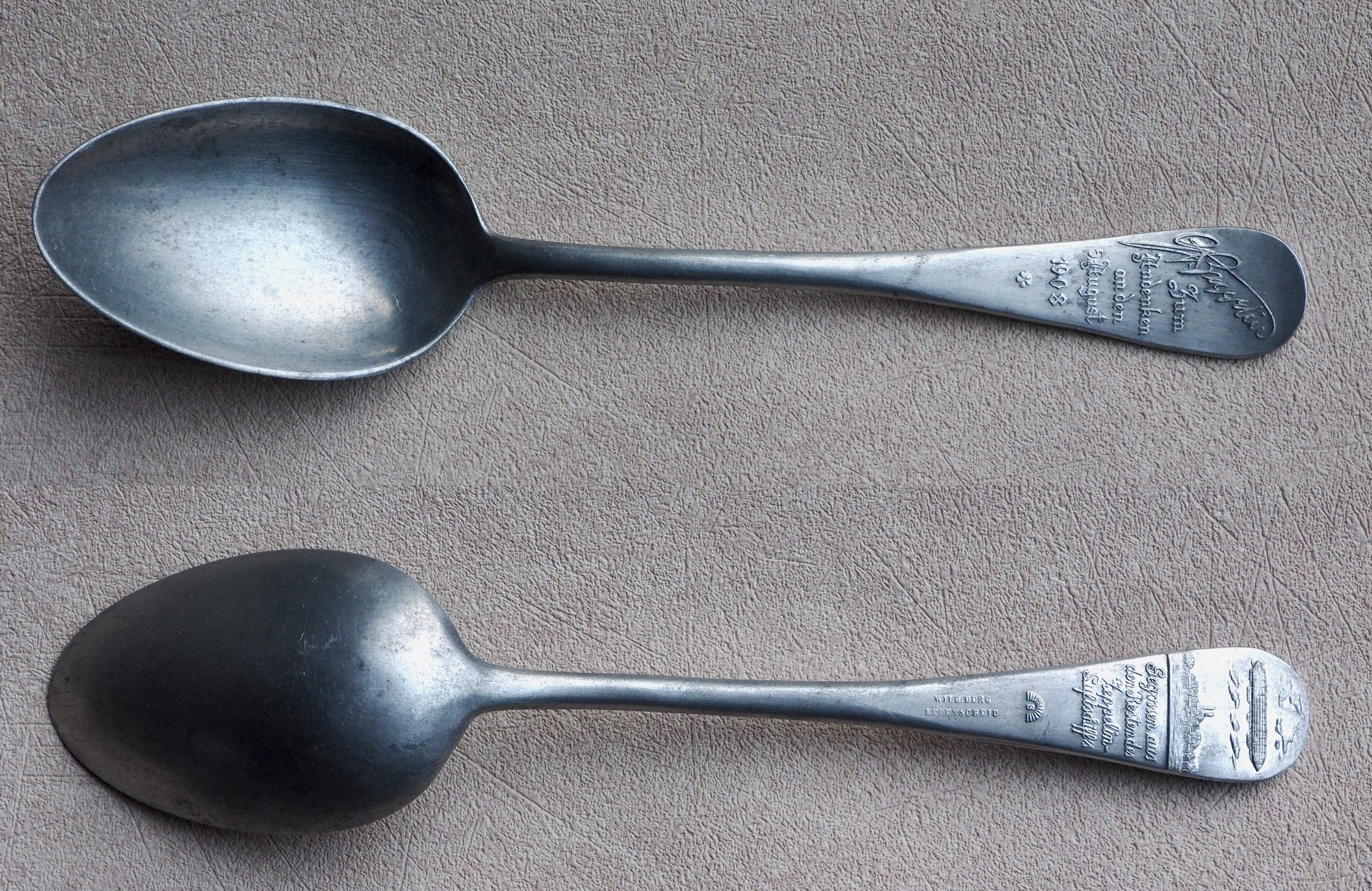
Aluminium-Löffel, gefertigt aus den Trümmerteilen des 1908 verunglückten Luftschiffs LZ 4

Die Zeppelinspende des deutschen Volkes, auch bekannt als Nationalspende oder das Wunder von Echterdingen, geht zurück auf die Havarie des Zeppelins LZ 4 am 5. August 1908 in Echterdingen bei Stuttgart. Sie erbrachte über 6 Millionen Mark und legte die finanzielle Grundlage für den Durchbruch des Baus von Zeppelin-Luftschiffen sowie die Gründung der Luftschiffbau Zeppelin GmbH und der Zeppelin-Stiftung.
Nicht zu verwechseln ist die Zeppelinspende des deutschen Volkes mit der Zeppelin-Eckener-Spende in den 1920er Jahren oder der Nationalflugspende von 1912.

## Vorgeschichte

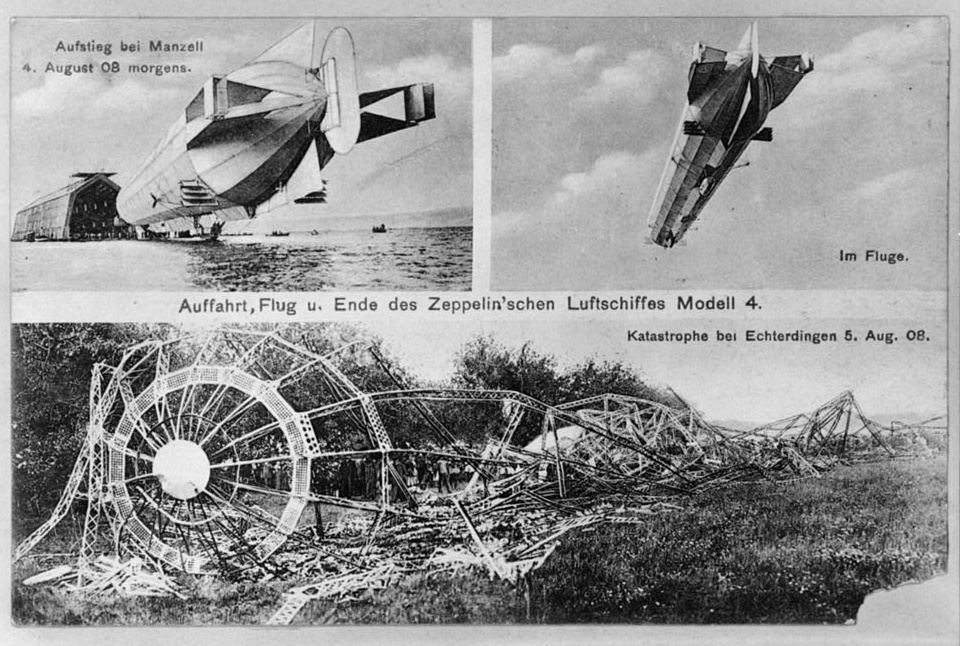
„Auffahrt, Flug und Ende des Zeppelin'schen Luftschiffes Modell 4“, historische Postkarte

Während der am 4. August 1908 von Ferdinand Graf von Zeppelin begonnenen 24-Stunden-Fahrt Friedrichshafen – Mainz – Friedrichshafen hatte das Luftschiff LZ 4 am 5. August einen Motorschaden, sodass von Zeppelin eine Notlandung durchführen musste. In kurzer Zeit eilten tausende Schaulustige zum behelfsmäßigen Landeplatz auf einer Wiese. Einige Stunden später wurde das Luftschiff während eines aufgekommenen Sturms losgerissen und explodierte nach der Kollision mit einigen Bäumen vor den immer noch anwesenden Zuschauern.
Das Unglück löste eine Welle der Sympathie und Hilfsbereitschaft unter den Zuschauern aus. Ausschlaggebend dafür war eine von einem Unbekannten gehaltene Ansprache an den Grafen, in der er am Schluss das deutsche Volk zu einer Sammlung aufforderte, um so einen neuen Zeppelin entstehen zu lassen.

## Spendenaktion
Unter anderem wurden die Aluminium-Überreste des Zeppelins von der Firma Carl Berg in Lüdenscheid eingeschmolzen, um daraus verschiedene Löffel und Schalen anzufertigen. Diese wurden in Deutschland zu Gunsten der Spendenaktion verkauft.
Die Zeppelinspende – die größte freiwillige Spendenaktion im Kaiserreich – konnte bis zum 24. Dezember 1908 geleistet werden. Sie erbrachte, mit Großspenden, über 6 Millionen Mark (kaufkraftbereinigt in heutiger Währung: etwa 44 Millionen Euro).
In der Folge entstand die Zeppelin-Stiftung.

„Ganz Deutschland, wie ein Mann entschlossen, die kostbare Errungenschaft festzuhalten, hat sich zu der Tat zusammengetan, durch opferfreudige Gaben mir die Vollendung des begonnenen zu ermöglichen.“

## Erinnerung

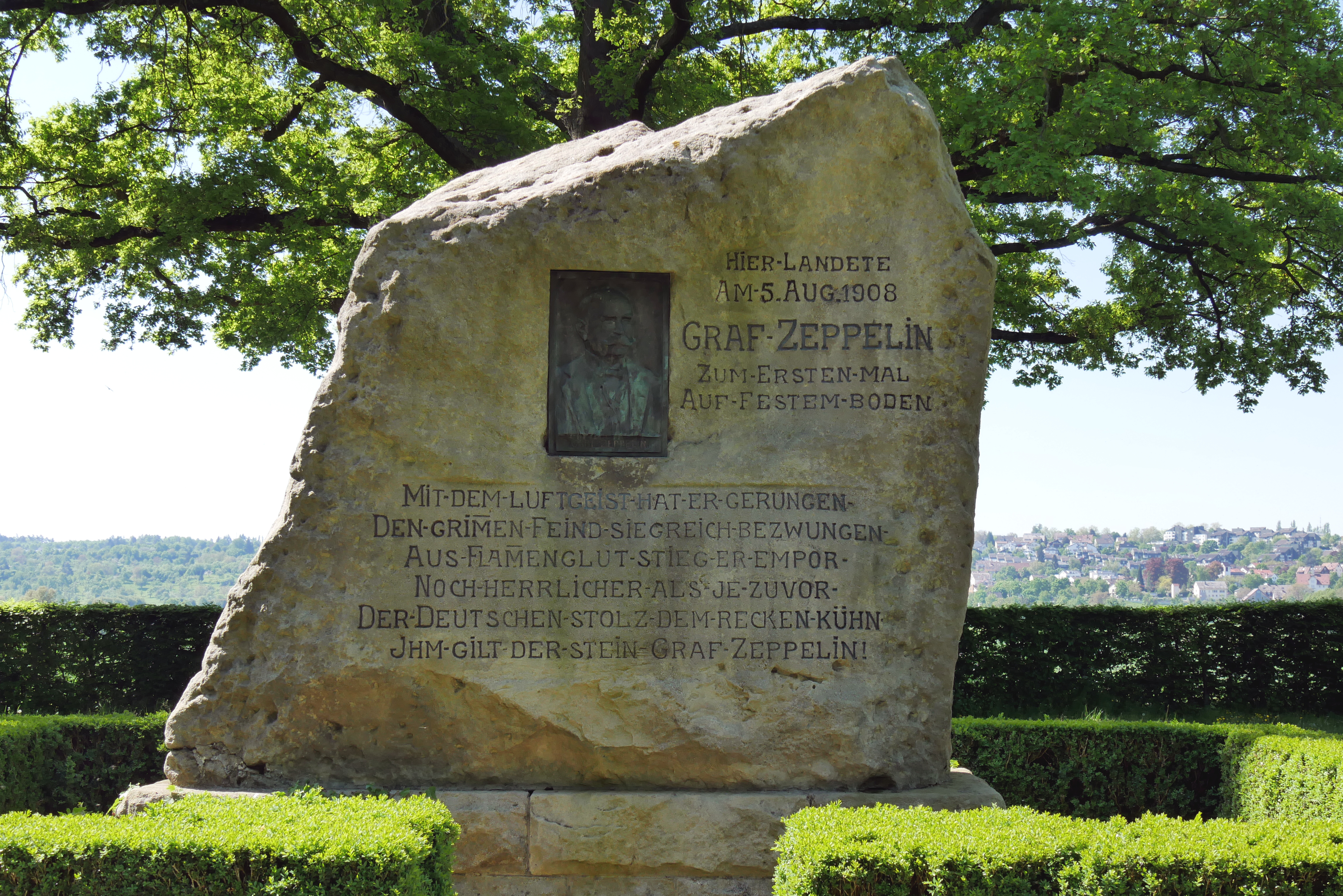
Zeppelinstein in Echterdingen, am Ort des Unglücks von 1908

Ein aus den Trümmerresten gefertigter Löffel befindet sich in der Sammlung des Stadtmuseums Leinfelden-Echterdingen.
An das Unglück von Echterdingen erinnert der Zeppelinstein auf dem Landungsplatz bei Echterdingen.